# Junior Eurovision Song Contest 2012
Junior Eurovision Song Contest 2012 blev holdt i HMH Arena i Amsterdam, Holland, d. 1. december 2012. Vinderen blev Anastasiya Petryk fra Ukraine, med sangen "Nebo" Værterne var Ewout Genemans og Kim-Lian van der Meij.

## Deltagere
|    | Land         | Sprog            | Artist            | Sang                            | Plads | Point |
| -- | ------------ | ---------------- | ----------------- | ------------------------------- | ----- | ----- |
| 01 | Hviderusland | Hviderussisk     | Egor Zheshko      | "A More-More"                   | 9     | 56    |
| 02 | Sverige      | Svensk           | Lova Sonnerbö     | "Mitt Mod"                      | 6     | 70    |
| 03 | Aserbajdsjan | Aserbajdsjansk   | Omar & Sauda      | "Girls & Boys (Dünya Sənindir)" | 11    | 49    |
| 04 | Belgien      | Nederlandsk      | Fabian            | "Abracadabra"                   | 5     | 72    |
| 05 | Rusland      | Russisk          | Lerika            | "Sensation"                     | 4     | 88    |
| 06 | Israel       | Hebraisk         | Kids.il           | "Let The Music Win"             | 8     | 68    |
| 07 | Albanien     | Albansk          | Igzidora Gjeta    | "Kam Një Këngë Vetëm Për Ju"    | 12    | 35    |
| 08 | Armenien     | Armensk          | Compass Band      | "Sweetie Baby"                  | 3     | 98    |
| 09 | Ukraine      | Ukrainsk Engelsk | Anastasiya Petryk | "Nebo"                          | 1     | 138   |
| 10 | Georgien     | Georgisk         | The FUNKIDS       | "Funky Lemonade"                | 2     | 103   |
| 11 | Moldova      | Rumænsk          | Denis Midone      | "Toate Vor Fi"                  | 10    | 52    |
| 12 | Holland      | Nederlandsk      | Femke             | "Tik Tak Tik"                   | 7     | 69    |